# Thiago Pinheiro
Thiago Pinheiro (Belém, 12 de julho de 1984) é um ator brasileiro. Fez sua primeira aparição televisiva em Chiquititas como o órfão Guilherme (Guile). Estreou dia 14 de julho de 2009 na MTV Brasil no seriado Descolados, onde qual interpreta Teco. Participou do filme O Signo da Cidade, em 2007.
É irmão de Jiddu Pinheiro e  Gabriel Pinheiro, ambos também atores e com papeis de destaque na mesma novela-mirim veiculada pelo SBT no final dos anos 90 e início dos anos 2000. Tem mais dois irmãos e sua mãe é dona de uma galeria de arte em São Paulo.

## Filmografia

### Televisão
| Ano     | Título           | Personagem      | Notas                           |
| ------- | ---------------- | --------------- | ------------------------------- |
| 1998    | Chiquititas      | Guile           | Temporada 2                     |
| 2009    | Descolados       | Teco            | 13 episódios                    |
| 2013    | Agora Sim!       | Serginho Buriti | 13 episódios                    |
| 2014    | Lili, a Ex       | Carlos          | Episódio: "Amarrei no maracatu" |
| 2015-17 | Marias           | Pedro           | 12 episódios                    |
| 2019    | Terrores Urbanos | —               | Episódio: "A Loira do Banheiro" |

### Cinema
| Ano  | Título             | Personagem | Notas          |
| ---- | ------------------ | ---------- | -------------- |
| 2002 | O Príncipe         | Ramon      |                |
| 2007 | O Signo da Cidade  | Luís       |                |
| 2008 | Relicário          | Rodrigo    | Curta-metragem |
| 2011 | Assunto de Família | Cássio     | Curta-metragem |
| 2016 | Amores Urbanos     | Marcelo    |                |
| 2022 | Vale Night         | Tampa      |                |